# Tranoses hirtipuncta
Tranoses hirtipuncta là một loài bướm đêm trong họ Noctuidae.